# Sphaeroma boryi
Sphaeroma boryi là một loài chân đều trong họ Sphaeromatidae. Loài này được Guérin-Méneville miêu tả khoa học năm 1832.